# Mario (jméno)
Mario nebo též Mário je mužské křestní jméno latinského původu. Jde o osamostatněnou domáckou podobu jména Marián, které pochází z latiny a znamená pocházející z rodu Mariů. Z tohoto rodu pocházel římský vojevůdce a konzul Gaius Marius. Svátek slaví 25. března.
Jméno Mario je 73. nejčastější na světě, nejvíce se vyskytuje v Itálii, kde je devátým nejčastějším křestním jménem.

## Obliba jména
Jméno Mario sice v Česku není příliš mezi nově narozenými chlapci běžné, ale trend je spíše rostoucí než klesající, počet narozených za rok je velmi nestabilní, pohybuje se zhruba v okolí deseti až dvaceti. Nejvíce populární bylo jméno v roce 1991, kdy se narodilo 45 nositelů žijících v roce 2016.
Celkový nárůst mezi lety 2012 a 2016 je 5,78 %.
| Rok                                                                                       | Počet nositelů | Změna oproti předchozímu roku |
| ----------------------------------------------------------------------------------------- | -------------- | ----------------------------- |
| 2010                                                                                      | 1 103          | –                             |
| 2011                                                                                      | 1 131          | +2,54 %                       |
| 2012                                                                                      | 986            | −12,82 %                      |
| 2013                                                                                      | 989            | +0,3 %                        |
| 2014                                                                                      | 1 010          | +2,12 %                       |
| 2015                                                                                      | 1 020          | +0,99 %                       |
| 2016                                                                                      | 1 043          | +2,25 %                       |
| Pozn.: Pokles mezi roky 2011 a 2012 je způsoben tím, že byli z databáze vyřazeni cizinci. |                |                               |

## Významné osobnosti
- Mario Abdo Benítez – prezident Paraguaye
- Mario Adorf – německý herec
- Mario Aspa – italský hudební skladatel
- Mario Aurelio Poli – argentinský kardinál
- Mario Benedetti – uruguayský novinář a spisovatel
- Mario Berousek – český artista
- Mario Botta – švýcarský architekt
- Mario Bunge – argentinský filozof a fyzik
- Mario Camus – španělský filmový režisér
- Mario Capecchi – italsko-americký molekulární genetik